# Diócesis de Río Grande
La diócesis de Río Grande (en latín: Dioecesis Rivogranden(sis) y en portugués: Diocese do Rio Grande) es una circunscripción eclesiástica latina de la Iglesia católica en Brasil, sufragánea de la arquidiócesis de Pelotas. La diócesis tiene al obispo Ricardo Hoepers como su ordinario desde el 17 de febrero de 2016. 

## Territorio y organización
La diócesis tiene 12 270 km² y extiende su jurisdicción sobre los fieles católicos de rito latino residentes en 6 municipios del estado de Río Grande del Sur: Río Grande, São José do Norte, Santa Vitória do Palmar, Mostardas, Chuí y Tavares.
La sede de la diócesis se encuentra en la ciudad de Río Grande, en donde se halla la Catedral de San Pedro.
En 2019 en la diócesis existían 16 parroquias.

## Historia
La diócesis fue erigida el 27 de mayo de 1971 con la bula Cum Christus del papa Pablo VI, obteniendo el territorio de la diócesis de Pelotas (hoy arquidiócesis).
Originalmente sufragánea de la arquidiócesis de Porto Alegre, el 13 de abril de 2011 pasó a formar parte de la provincia eclesiástica de la arquidiócesis de Pelotas.

## Estadísticas
De acuerdo al Anuario Pontificio 2021 la diócesis tenía a fines de 2020 un total de 221 700 fieles bautizados.
| Año                                                                             | Población            | Población | Población      | Sacerdotes | Sacerdotes    | Sacerdotes    | Bautizados por sacerdote | Diáconos permanentes | Religiosos | Religiosos | Parroquias |
| Año                                                                             | Bautizados católicos | Total     | % de católicos | Total      | Clero secular | Clero regular | Bautizados por sacerdote | Diáconos permanentes | Varones    | Mujeres    | Parroquias |
| ------------------------------------------------------------------------------- | -------------------- | --------- | -------------- | ---------- | ------------- | ------------- | ------------------------ | -------------------- | ---------- | ---------- | ---------- |
| 1976                                                                            | 150 000              | 221 000   | 67.9           | 24         | 12            | 12            | 6250                     | 1                    | 17         | 136        | 15         |
| 1980                                                                            | 164 000              | 208 000   | 78.8           | 25         | 12            | 13            | 6560                     | 1                    | 18         | 132        | 15         |
| 1990                                                                            | 287 000              | 356 000   | 80.6           | 28         | 14            | 14            | 10 250                   | 2                    | 23         | 97         | 16         |
| 1999                                                                            | 290 000              | 393 000   | 73.8           | 21         | 8             | 13            | 13 809                   | 2                    | 19         | 87         | 15         |
| 2000                                                                            | 294 000              | 398 000   | 73.9           | 25         | 12            | 13            | 11 760                   | 2                    | 19         | 87         | 15         |
| 2001                                                                            | 149 000              | 229 448   | 64.9           | 28         | 13            | 15            | 5321                     | 1                    | 20         | 85         | 15         |
| 2002                                                                            | 149 000              | 229 448   | 64.9           | 26         | 13            | 13            | 5730                     | 1                    | 19         | 85         | 15         |
| 2003                                                                            | 172 778              | 265 811   | 65.0           | 25         | 11            | 14            | 6911                     | 1                    | 20         | 81         | 15         |
| 2004                                                                            | 172 778              | 265 811   | 65.0           | 27         | 12            | 15            | 6399                     | 1                    | 22         | 79         | 15         |
| 2010                                                                            | 200 000              | 286 000   | 69.9           | 33         | 18            | 15            | 6060                     | 6                    | 22         | 69         | 15         |
| 2014                                                                            | 211 000              | 300 000   | 70.3           | 29         | 15            | 14            | 7275                     | 11                   | 20         | 52         | 15         |
| 2017                                                                            | 216 655              | 307 630   | 70.4           | 26         | 14            | 12            | 8332                     | 11                   | 20         | 42         | 15         |
| 2020                                                                            | 221 700              | 314 850   | 70.4           | 25         | 16            | 9             | 8868                     | 10                   | 14         | 38         | 16         |
| Fuente: Catholic-Hierarchy, que a su vez toma los datos del Anuario Pontificio. |                      |           |                |            |               |               |                          |                      |            |            |            |

## Episcopologio
- Frederico Didonet † (14 de julio de 1971-8 de agosto de 1986 retirado)
- José Mário Stroeher (8 de agosto de 1986-17 de febrero de 2016 retirado)
- Ricardo Hoepers, desde el 17 de febrero de 2016